# Milon d'Illiers
Ne doit pas être confondu avec Miles d'Illiers, évêque de Chartres.
Milon ou Miles d'Illiers est un ecclésiastique qui fut abbé de l'abbaye Notre-Dame de Coulombs de 1515 à 1526 puis évêque de Luçon de 1526 à 1552.

## Biographie
Milon ou Miles d'Illiers appartient à une famille originaire de l'Orléanais qui contrôle le décanat depuis 1443 et l'évêché depuis 1459 de l'église de Chartres, avec son homonyme l'évêque de Chartres Miles ou Milon d'Illiers (mort en 1493) et les neveux de ce dernier René d'Illiers et Charles (mort en 1508).
Milon est religieux puis abbé depuis 1515 de Notre-Dame de Coulombs dans le diocèse de Chartres lorsque le pape Jules II lui accorde la succession du décanat de son oncle Charles le 20 février 1509. Il permute avec Louis de Bourbon-Vendôme son abbaye de Coulombs avec l'évêché de Luçon, mais il conserve jusqu'à sa mort son décanat.
Désigné le 23 décembre 1526 évêque de Luçon, il est confirmé l'année suivante et prend possession de son siège épiscopal le 6 juillet 1527. Milon d'Illiers administre ses bénéfices ecclésiastiques et la principale contribution de son épiscopat est la publication en 1539 de Constitutions synodales.
Le 13 mars 1552 il résigne son évêché en faveur de son petit-neveu. Il meurt au plus tard en janvier 1554.